# ماريون كراخت
ماريون كراخت (بالألمانية: Marion Kracht)‏ هي ممثلة ألمانية، ولدت في 5 ديسمبر 1962 بميونخ في ألمانيا.

## وصلات خارجية
- ماريون كراخت على موقع IMDb (الإنجليزية)
- ماريون كراخت على موقع مونزينجر (الألمانية)
- ماريون كراخت على موقع ألو سيني (الفرنسية)
- ماريون كراخت على موقع أول موفي (الإنجليزية)
- ماريون كراخت على موقع قاعدة بيانات الفيلم (الإنجليزية)
- ماريون كراخت على موقع كينوبويسك (الروسية)